# 蘇聯與俄羅斯航空母艦列表
這個列表包含了蘇聯海軍，以及蘇聯解體后歸屬於部份前蘇聯加盟共和國（如俄罗斯、乌克兰等）所屬海軍的航空母艦，包括現役、已退役、僅有計劃而沒有建造、已建造但未完成的。

## 列表
本列表展示的艦名為蘇聯/俄羅斯的官方名稱。
其中除庫茲涅佐夫元帥級（有時會翻譯為“庫茲涅佐夫上將級”）航艦的艦名來自過往的軍艦及蘇聯海軍元帥外，其餘的航艦名均來自前蘇聯地區的地名。
值得注意的是，蘇聯的航艦大都根據其需要而設計，同時也由於赫魯雪夫時代的“飛彈至上”論的影響，在此背景下蘇聯的航艦統統都叫“大型反潛巡洋艦”或“航空巡洋艦”。
| 艦名                             | 級別             | 所屬國家           | 圖片 | 附註 |
| -------------------------------- | ---------------- | ------------------ | ---- | --- |
| 伊茲梅爾號 «»                    | 伊茲梅爾號       | 苏联               |      | 原為博羅季諾級戰鬥巡洋艦的首艦，一戰期間下水，但由於革命等因素而推遲完工時間。革命告一段落後，由於新政府沒有太多資金，所以內部提出各種替代方案，其中就有改造成航母，甚至連飛機配置都有，但最後計畫告吹，二戰前報廢並拆除。 |
| 喀琅施塔得號 «»                  | 喀琅施塔得號     | 苏联               |      | 1945年4月蘇聯海軍科技委員會計畫改裝建造進度最低的大型戰艦 ——69型大型巡洋艦旗艦喀琅施塔得號(完成度僅有10%)，但遭到史達林否決，隨後拆解，1947年解體。                                                                        |
| 共青團號 «»                      | 共青團號         | 苏联               |      | 1902年1月27日下水，名為「海洋（Океан）」，1922年才改名成「共青團（Комсомолец）」。傳說在1927年海軍部曾思考過將共青團號訓練艦改裝成航母的計畫，但由於經濟困境因素被否決。                                                   |
| 第71號工程 «»                    |                  | 苏联               |      | 計畫建造2艘，A方案始於1939年，1940年提出尺寸加大的B方案，就在B方案準備進行最後的技術審查時蘇德戰爭爆發，計畫終止，並未實際開工建造，也無命名。                                                                             |
| 第72號工程 «»                    |                  | 苏联               |      | 計畫建造2艘，第2艘為K方案，1943年蘇德戰爭漸趨明朗後，在海軍司令庫茲涅佐夫堅持下恢復航空母艦的設計，最後由於副司令伊薩科夫的反對因而計畫終止。                                                                              |
| 莫斯科號 «»                      | 莫斯科級         | 苏联               |      | 蘇聯解體後歸屬俄羅斯，1996年退役，隨後拆毀。 |
| 列寧格勒號 «»                    | 莫斯科級         | 苏联               |      | 在蘇聯解體前的1991年6月退役，同年12月5日解散有關部隊；及後於1995年5月送往印度拆毀。 |
| 計畫1153：奧廖爾                 |                  | 苏联               |      | 原为苏联20世纪70年代计划建造的具有远洋投放空中力量能力的重型航空母舰，装备核动力以及蒸汽弹射器，后因经费和技術不足而取消计划。                                                                                             |
| 基輔號 «»                        | 基輔級           | 苏联/ 俄羅斯/ 中国 |      | 蘇聯解體后歸屬俄羅斯，1993年6月30日退役，1996年出售給中國一家公司，並存放於中國的天津軍事主題公園，2011年5月起改建為航艦酒店。                                                                                             |
| 明斯克號 «»                      | 基輔級           | 苏联/ 俄羅斯/ 中国 |      | 蘇聯解體后歸屬俄羅斯，1993年退役。1995年底被韓國大宇集團当废铁买下，随后几年易手中國，曾于深圳被改建成军事主题公园（即明斯克航母世界），2016年易手後遷往南通。                                                             |
| 新羅西斯克號 «»                  | 基輔級           | 苏联/ 俄羅斯/      |      | 蘇聯解體后歸屬俄羅斯，1993年退役。1996年当废铁賣給韓國大宇集團，次年拆毀。 |
| 巴庫號 «» （后更名戈爾什科夫號） | 基輔級           | 苏联/ 俄羅斯/ 印度 |      | 蘇聯解體后歸屬俄羅斯。1994年因一次大火后處于擱置狀態。随后2004年轉手給印度並把應母艦升級至現代化的電子設備，現在更改命名為維克拉姆帝亞號。                                                                                 |
| 庫茲涅佐夫號                     | 庫茲涅佐夫級     | 苏联/ 俄羅斯       |      | 蘇聯解體后歸屬俄羅斯。目前服役於俄羅斯海軍的北方艦隊。維修該航母的船塢在維修航母時在2018年10月30日因維修時的意外導致船塢沉沒，故此目前無船塢可維修該航母，及後此艦被封存，去向未明。                                       |
| 瓦良格號                         | 庫茲涅佐夫級     | 苏联/ 乌克兰/ 中国 |      | 船體於1988年11月25日下水。蘇聯解體后歸屬烏克蘭，此時建造率已達68%（1991年）。由於烏克蘭经济实力不足而無力繼續建造，於1998年轉讓給中華人民共和國並繼續重新開工和進行現代化改造，並將名稱改為遼寧號，於2012年9月25日服役。   |
| 烏里楊諾夫斯克號                 | 烏里楊諾夫斯克級 | 苏联/ 乌克兰       |      | 1988年船体随同瓦良格号下水，並首次應用核動力及蒸汽彈射器。但於蘇聯解體后停工，并遭拆除，截至拆除時建造率已達40%。及後，中華人民共和國購入圖紙，作為國產航母的研發基礎。                                                    |
|                                  | 烏里楊諾夫斯克級 | 苏联               |      | 建造計劃取消。 |
|                                  | 暴風級           | 俄羅斯             |      | 計劃中。 |
|                                  | 海牛級           | 俄羅斯             |      | 計劃中。 |
|                                  | 暴風-KM          | 俄羅斯             |      | 計劃中，在「陸軍-2018」軍事技術論壇上，俄羅斯克雷洛夫設計局拿出了新輕型航母設計方案；它是一款滑躍式甲板的航母，滿載的排水量為4.4萬噸。                                                                                     |